# بویوک دکه
بویوک دکه (به لاتین: Böyük Dəkkə) یک منطقه مسکونی در جمهوری آذربایجان است که در شهرستان زردآب واقع شده‌است.